# A Far Sunset
A Far Sunset este un roman științifico-fantastic de Edmund Cooper, publicat de editura Hodder & Stoughton în iulie 1967. Romanul a fost ulterior republicat de editurile Walker, Berkley Medallion, Hodder sau Ace.

## Prezentare
Nava stelară Gloria Mundi, construită și echipată de Statele Unite ale Europei, aterizează pe planeta Altair 5 în anul 2032. Când o parte a echipajului se încumetă să exploreze regiunea din jurul lor, comunicarea lor radio încetează curând și nu mai revin pe navă. Trei dintre echipajele trimise să-și salveze prietenii dispar în câteva ore. Dintre cei trei rămași, toți sunt capturați după ce, în final, părăsesc nava în căutarea celor dispăruți, numai psihiatrul Paul Marlow, protagonistul cărții, supraviețuiește. Acesta descoperă că planeta este locuită de umanoizi preistorici.
O temă centrală a romanului este confruntarea dintre viziunea rațională a lui Marlow și cultura superstițioasă și adesea brutală a popoarelor indigene. Numele lui este pronunțat Poul Mer Lo de tribul Bayani în care trăiește; el devine până la urmă un conducător al acestei societăți primitive.
Mai târziu, Marlow merge într-o călătorie care are ca rezultat demistificarea religiei băștinașilor prin descoperirea originii lor - Marlow își dă seama că oamenii din Altair 5 au aceeași strămoși ca oamenii de pe Pământ și ca alte lumi din Calea Lactee.
Când se întoarce din această călătorie, ajunge în cea mai puternică poziție din cadrul societății. Marlow folosește această putere pentru a educa rasa extraterestră; el îi învață scrierea și le arată invenții de pe Pământ cum ar fi roata, rulmentul cu bilă și osia, precum și metode industriale și agricole mai bune.
Pe tot parcursul șederii sale în această lume, Marlow a dorit să plece acasă, dar ajunge într-un punct în care se adaptează simplității și naivității stilului de viață Bayani și începe să considere complexitatea vieții terestre ca fiind absurdă. De aceea, la nici trei ani de ședere pe Altair, când este contactat de o altă navă stelară și salvarea sa este iminentă, el decide totuși să rămână în ciuda sorții specifice care îl așteaptă aici.

## Legături externe
- en  Istoria publicării lucrării A Far Sunset la Internet Speculative Fiction Database

## Vezi și
- Lest Darkness Fall de L. Sprague de Camp, roman cu temă asemănătoare
- 1967 în științifico-fantastic